# یتیمو
یتیمو، روستایی از توابع بخش مرکزی شهرستان خرم‌بید در استان فارس ایران است.

## جمعیت
این روستا در دهستان خرمی قرار دارد و براساس سرشماری مرکز آمار ایران در سال ۱۳۸۵، جمعیت آن ۱۶ نفر (۶خانوار) بوده‌است.